# Xa lộ Liên tiểu bang 68
Xa lộ Liên tiểu bang 68 (tiếng Anh: Interstate 68 hay viết tắt là I-68) là một xa lộ liên tiểu bang dài 112,6 dặm (181,2 km) nằm trong hai tiểu bang West Virginia và Maryland, kết nối Xa lộ Liên tiểu bang 79 trong thành phố Morgantown đến Xa lộ Liên tiểu bang 70 trong thị trấn Hancock. I-68 cũng là Hành lang E thuộc Hệ thống Xa lộ Phát triển Vùng Appalachia. Từ năm 1965 cho đến khi xa lộ cao tốc được xây dựng hoàn thành năm 1991, nó có tên là Quốc lộ Hoa Kỳ 48. Tại tiểu bang Maryland, xa lộ được biết với tên là Xa lộ cao tốc Quốc gia, cái tên gợi nhớ đến Lộ Quốc gia lịch sử mà I-68 chạy song song giữa khu chưa hợp nhất Keysers Ridge và thị trấn Hancock. Xa lộ cao tốc này phần lớn chạy qua các khu vực nông thôn, và băng qua vô số đỉnh núi nằm dọc theo đường của nó. Một chỗ xa lộ chạy cắt ngang qua đồi núi nằm trong khu vực Đồi Sideling phơi bày nhiều đặc điểm địa chất, thu hút khách tham quan.
Công cuộc xây dựng I-68 bắt đầu vào năm 1965 và tiếp tục trong hơn 25 năm cho đến khi hoàn thành vào ngày 2 tháng 8 năm 1991. Trong lúc con lộ này đang được xây dựng thì người ta tiên đoán rằng điều kiện kinh tế sẽ cải thiện dọc theo hành lang này. Hai thành phố lớn được xa lộ này kết nối là Morgantown và Cumberland. Cả hai đều có dân số thường trực ít hơn 30 ngàn người. Mặc dù sự thật là xa lộ cao tốc này không phục vụ vùng đô thị lớn nào nhưng I-68 tạo ra một con đường giao thông chính tại miền tây tiểu bang Maryland và miền bắc tiểu bang West Virginia và cũng tạo ra một con đường nhiệm ý đi đến Xa lộ thu phí Pennsylvania đối với xe cộ lưu thông theo chiều hướng tây từ thủ đô Washington, D.C. và thành phố Baltimore.

## Mô tả xa lộ
|         | dặm   | km    |
| ------- | ----- | ----- |
| MD      | 81,1  | 130,5 |
| WV      | 31,5  | 50,7  |
| Tổng số | 112,6 | 181,2 |

I-68 có chiều dài tổng cộng là 112,6 dặm (181,2 km) – kết nối I-79 trong thành phố Morgantown, Tây Virginia đến I-70 tại thị trấn Hancock, Maryland ngang qua Dãy núi Appalachia. Các thành phố có tên trên bản chỉ dẫn trên xa lộ I-68 là Morgantown, Cumberland, và Hancock. I-68 là con đường chính kết nối miền tây Maryland đến phần còn lại của Maryland. I-68 cũng được Cơ quan Quản trị Xa lộ Tiểu bang Maryland mô tả cho người lái xe trên I-70 như là một "xa lộ nhiệm ý để đi đến tiểu bang Ohio và trực chỉ hướng tây".

### West Virginia
I-68 bắt đầu tại nút giao thông khác mức 148 trên I-79 gần thành phố Morgantown và chạy theo hướng đông, gặp Quốc lộ Hoa Kỳ 119 khoảng 1 dặm (1,6 km) ở phía đông điểm cuối của nó tại I-79. I-68 quay sang hướng đông bắc, uốn khúc quanh thành phố Morgantown với 4 nút giao thông lập thể nằm trong khu vực Morgantown – I-79, Quốc lộ Hoa Kỳ 119, Xa lộ Tây Virginia 7, và Xa lộ Tây Virginia 705. Rời khu vực Morgantown, I-68 lại chạy theo hướng đông, có nút giao thông lập thể với Xa lộ Tây Virginia 43, tạo lối đi đến Hồ Cheat và thành phố Uniontown, Pennsylvania. Gần nút giao thông lập thể này, I-68 đi qua Hồ Cheat và lên đoạn dốc nằm ngoài Hẻm núi Cheat.

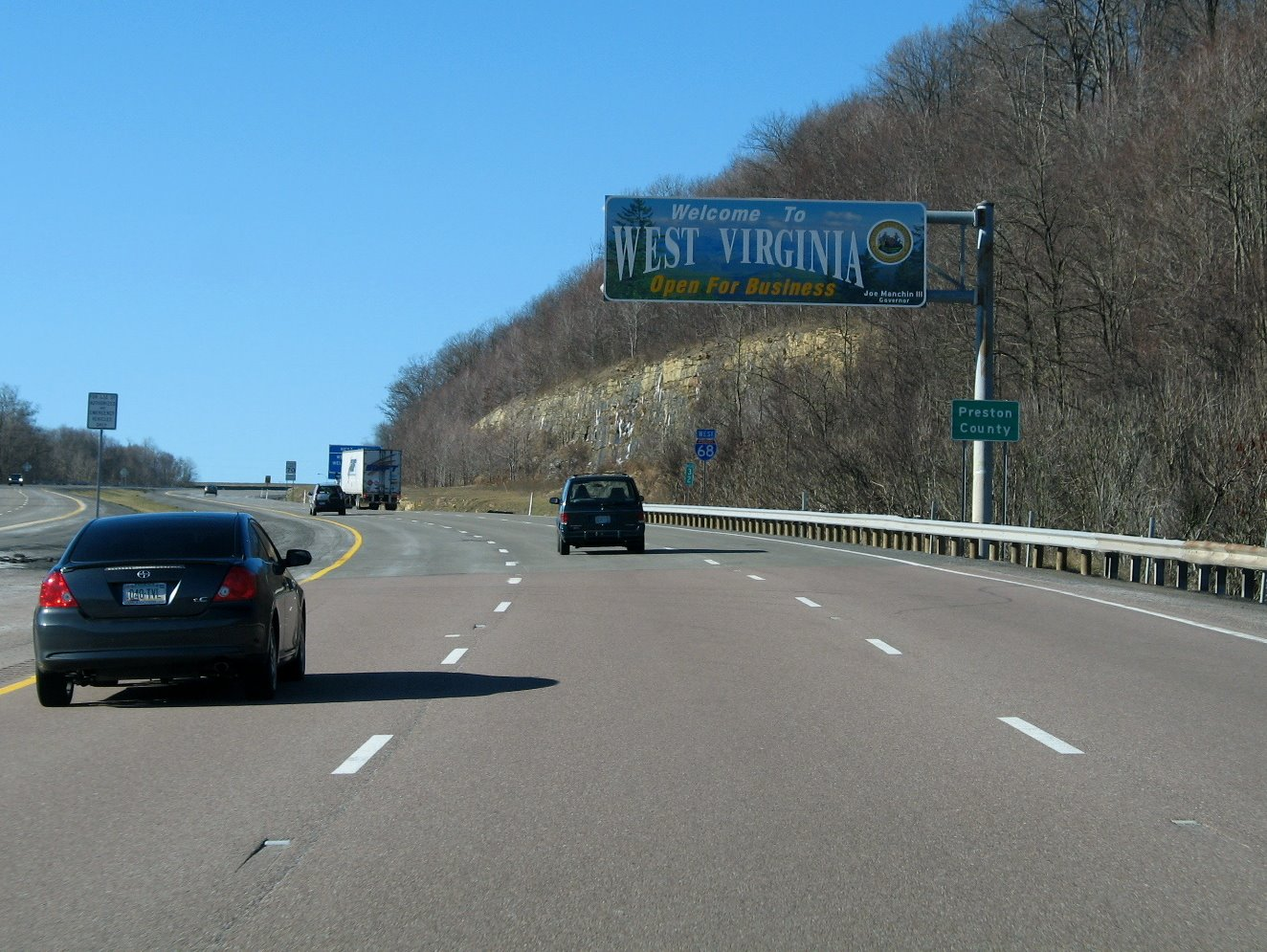
I-68 tại ranh giới West Virginia - Maryland

Vào Quận Preston, xa lộ có nút giao thông lập thể với Xa lộ Quận 73/12, tạo lối đi đến Rừng Tiểu bang Coopers Rock. Đối ngược với khu vực thành phố Morgantown, đoạn đường qua Quận Preston mà I-68 đi qua phần lớn là nông thôn với chỉ một thị trấn nằm dọc theo đoạn này là Bruceton Mills. Tại Bruceton Mills, I-68 gặp Xa lộ Tây Virginia 26. I-68 gặp Xa lộ Quận số 5 (Lộ Hazleton) tại lối ra cuối cùng trước khi đi vào Quận Garrett, Maryland.
Vùng Tây Virginia mà xa lộ đi qua là nông thôn là đồi núi. Có vài đoạn có độ dốc cao, đặc biệt là gần Hẻm núi Sông Cheat nơi có một đường dẫn dành riêng cho tải sử dụng khi bị tuộc dốc.
Mật độ đỉnh của xe cộ trên Xa lộ Liên tiểu bang 68 tại Tây Virginia trung bình hàng năm là 32.900 mỗi ngày tại nút giao thông lập thể với I-79 trong thành phố Morgantown. Xe cộ thưa dần càng xa về phía đông, đến đỉnh điểm thấp là 14.600 xe mỗi ngày tại lối ra Hazleton.

### Maryland

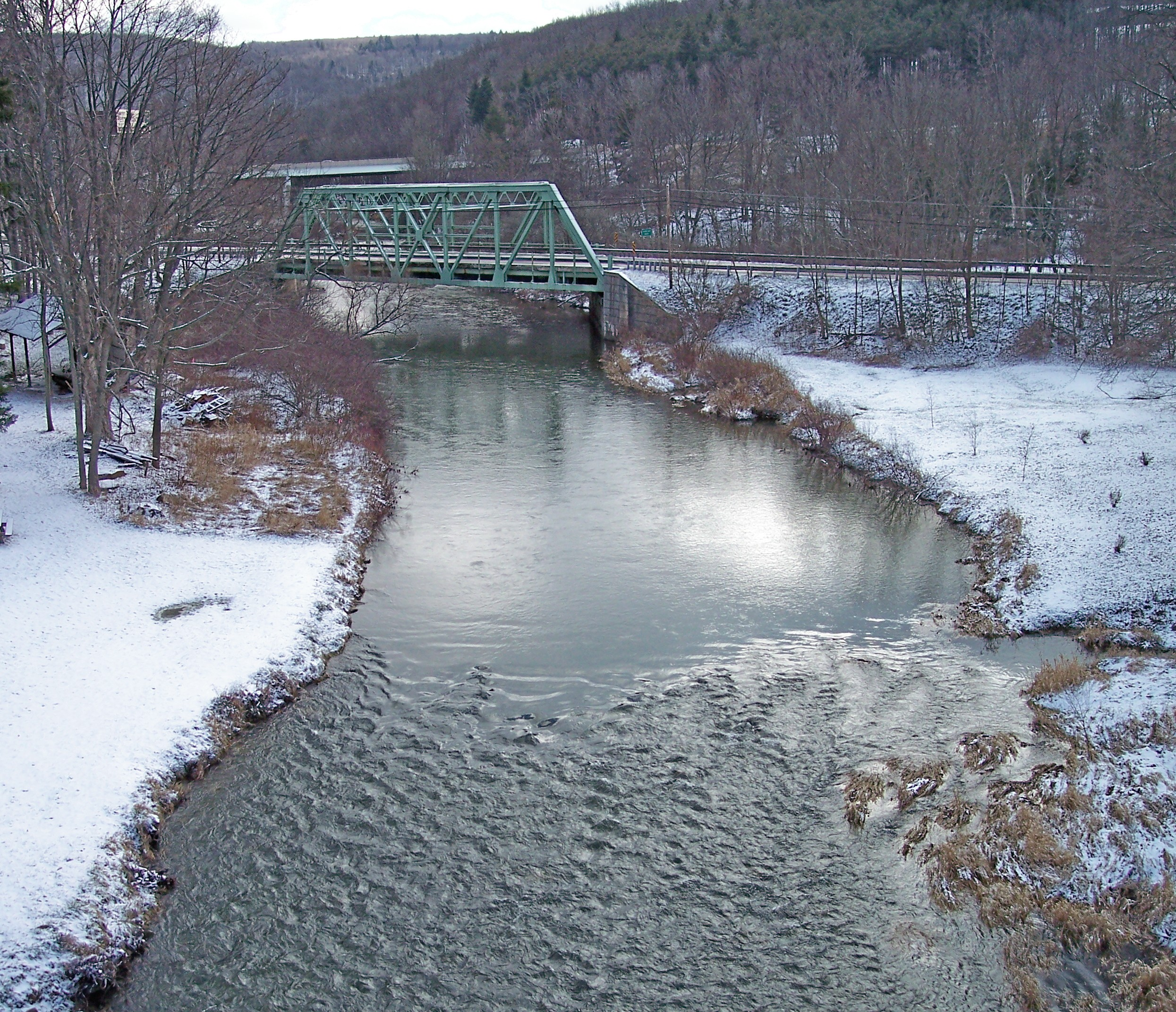
Cầu của I-68 bắt qua Sông Casselman gần Grantsville, Maryland với cầu tùy chọn thuộc Quốc lộ Hoa Kỳ 40 ở tiền cảnh.

Sau khi vào Quận Garrett, I-68 tiếp tục chạy qua các vùng nông thôn, băng qua phần phía bắc của quận này. Địa hình của khu vực này gồm có các đỉnh núi kéo dài từ tây nam đến đông bắc với I-68 băng qua các đỉnh núi theo hướng đông tây. Lối ra đầu tiên tại tiểu bang Maryland là ở Xa lộ Maryland 42 trong Friendsville. I-68 đi lên Keysers Ridge là nơi nó gặp Quốc lộ Hoa Kỳ 40 và Quốc lộ Hoa Kỳ 219. Cả hai quốc lộ nhập với xa lộ I-68 tại Keysers Ridge. I-68 đi qua Núi Negro, đỉnh cao nhất dọc theo Lộ Quốc gia lịch sử mà xa lộ này chạy song song ở phía đông Keysers Ridge. Đây là nguồn gốc tên của xa lộ I-68 tại tiểu bang Maryland: Xa lộ cao tốc Quốc gia. Ba dặm (5 km) ở phía đông Grantsville, Quốc lộ Hoa Kỳ 219 rời Xa lộ cao tốc Quốc gia để chạy về hướng bắc đến Meyersdale, Pennsylvania, trong khi đó I-68 tiếp tục hướng đông, băng qua Núi Savage trước khi vào Quận Allegany.
Trong Quận Allegany, xa lộ đi qua Allegheny Front và nó giảm xuống độ cao khoảng 1.800 foot (550 m) trong đoạn đường dài khoảng 9 dặm (14 km).
Mật độ xe cộ trên I-68 trong Quận Garrett thì hiếm hơn so với trong Quận Allegany. Tại ranh giới Maryland – Tây Virginia, trung bình hàng năm có khoảng 11.581 xe lưu thông mỗi ngày. Mật độ này gia tăng đến đỉnh điểm tại lối ra số 22 trong Quận Garrett là nơi Quốc lộ Hoa Kỳ 219 rời I-68; 19.551 xe mỗi ngày đi qua đoạn này. Tại ranh giới Quận Allegany, mật độ xe giảm dần đến 18.408 xe mỗi ngày. Trong Quận Allegany, con số xe cộ gia tăng đến 28.861 tại LaVale.
Sau khi vào Quận Allegany, I-68 đi tránh khỏi Frostburg về phía nam với 2 lối ra, một đến Lộ Midlothian và một đến Xa lộ Maryland 36.
Ở phía đông Frostburg, I-68 đi qua một cây cầu trên Spruce Hollow gần Clarysville. Xa lộ chạy dọc theo rìa đồi bên trên Quốc lộ Hoa Kỳ 40 ALT. Vào LaVale, I-68 có các lối ra đi đến Quốc lộ Hoa Kỳ 40 ALT và Xa lộ Maryland 658. I-68 chạy lên Núi Haystack, vào thành phố Cumberland. Đây là đoạn đường đông xe nhất của xa lộ trong tiểu bang Maryland. Tốc độ giới hạn trên xa lộ giảm từ 65 dặm Anh trên giờ (105 km/h) trong LaVale xuống 55 dặm Anh trên giờ (89 km/h) cho đến lối ra Quốc lộ Hoa Kỳ 220, và xuống đến 40 dặm Anh trên giờ (64 km/h) trong phố chính thành phố Cumberland.

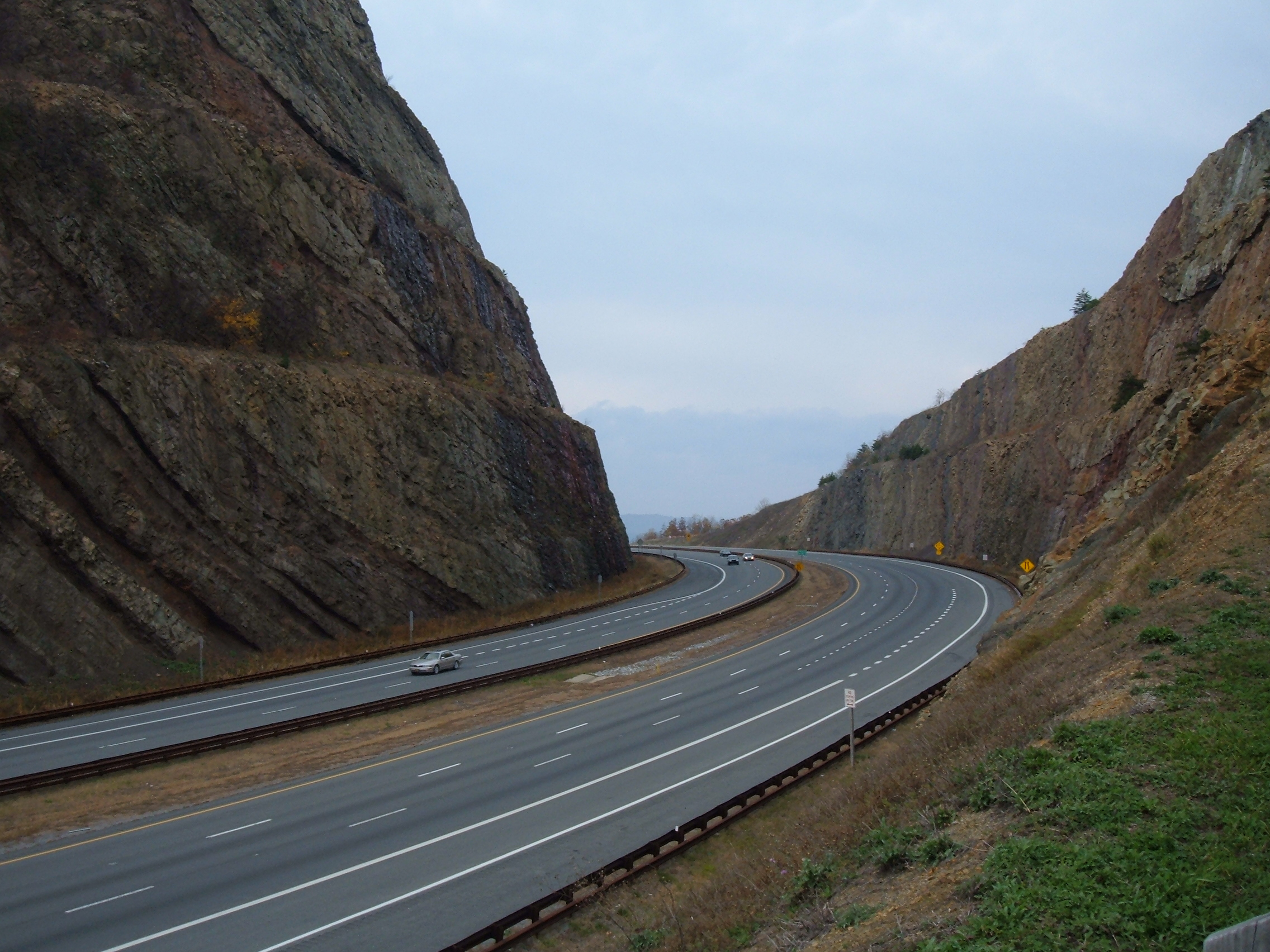
I-68 đi qua một nơi núi bị cắt ngang để tạo lối cho xa lộ chạy qua.

Tại lối ra số 44 tại phía đông Cumberland, Quốc lộ Hoa Kỳ 40 ALT gặp xa lộ cao tốc và kết thúc tại lối ra số 46, Quốc lộ Hoa Kỳ 220 rời I-68 và chạy về hướng bắc đến Bedford, Pennsylvania. I-68 tiếp tục đi ngang qua đông bắc Quận Allegany, đi ngang qua Công viên Tiểu bang Rocky Gap gân lối ra 50. I-68 đi qua vài đỉnh núi dọc theo đoạn này trong đó có Núi Martins, Đèo Town và Đỉnh Green. Xa lộ cũng đi qua Rừng Tiểu bang Green Ridge.
I-68 đi vào Quận Washington ở Lạch Đồi Sideling và chạy lên trên Đồi Sideling. Vết cắt ngang ngọn Đồi Sideling để xây xa lộ I-68 có thể được nhìn thấy vài dặm từ mỗi chiều và nó trở thành một điểm hấp dẫn khách du lịch vì vết cắt này để lộ hình dạng địa chất của ngọn đồi.
Bên sườn phía đông của Đồi Sideling, I-68 lại có nút giao thông lập thể với Quốc lộ Hoa Kỳ 40 tại điểm đầu phía đông của nó nằm ở Lộ Woodmont.